# Dominique-François Bourgeois
Pour les articles homonymes, voir Bourgeois.
Dominique-François Bourgeois connu sous l'appellation de Bourgeois de Châtelblanc ou Bourgeois de Châtaublanc est un ingénieur mécanicien français, inventeur du réverbère. Né à Châtelblanc le 18 novembre 1697, il est décédé le 18 janvier 1781 à Paris.

## Biographie
Horloger travaillant avec Vaucanson à la fabrication d'automate,,, Bourgeois revendiqua l'invention du canard artificiel de Vaucanson, ce qui aurait été corroboré, d'après les dires de Louis-Gabriel Michaud, le 13 mai 1736 par Louis-Léon Pajot mais il fut condamné comme calomniateur puis emprisonné deux ans et demi. 
Il est connu pour ses travaux sur l'éclairage des grandes villes. En 1744, il invente ainsi la lanterne à réverbère dont il obtient les lettres patentes le 31 décembre 1744. Il obtient en 1766 l'équipement des rues de Paris puis le monopole du marché de l'éclairage (30 mai 1769). En 1778, il exécute aussi un fanal pour le port de Saint-Pétersbourg.

## Œuvres
- Mémoires sur les lanternes à réverbères (1764)
- Mémoire sur une nouvelle manière d'éclairer pendant la nuit les rues de Paris (1765)
- Mémoire sur les matières combustibles qui peuvent servir à éclairer, pendant la nuit, les rues d'une ville (1766)